# Nadriczne (rejon tarnopolski)
Nadriczne (ukr. Надрічне; do 1946 roku Dryszczów) – wieś na Ukrainie, w obwodzie tarnopolskim, w rejonie tarnopolskim, nad rzeką Złota Lipa. W 2001 roku liczyła 793 mieszkańców.

## Historia
Pierwsza wzmianka o miejscowości pochodzi z 1420 roku.
17 września 1939, w dniu agresji ZSRR na Polskę we wsi Dryszczów bojówkarze OUN rozbroili dwie drużyny żołnierzy WP, którzy od strony Złoczowa szukali przejścia przez wieś Koniuchy do granicy, a następnie wszystkich około 20 żołnierzy wymordowano w pobliskim lesie.
Miały tutaj także miejsce zbrodnie nacjonalistów ukraińskich na ludności cywilnej w okresie II wojny światowej. 23 stycznia 1944 zabito 22 osoby, a w późniejszym czasie zamordowano jeszcze siedem.
Do 2020 w rejonie brzeżańskim.

## Zabytki
W miejscowości znajduje się drewniana cerkiew pw. św. Jozafata z końca XVIII w., trójdzielna, na wysokiej podmurówce. Wejście przez obszerny, dwukondygnacyjny przedsionek ozdobiony krzywoliniowym szczytem. Wokół budynku biegną soboty ze stosunkowo wąskim okapem wspartym na drewnianych słupach. We wsi zachował się także neogotycki kościół filialny parafii Buszcze z początku XX w., współcześnie opuszczony.

## Ludność wsi
Ludność wsi przed II wojną światową:
| Rok  | Liczba mieszkańców ogółem | Ukraińcy | Polacy | Żydzi |
| ---- | ------------------------- | -------- | ------ | ----- |
| 1900 | 787                       | 664      | 124    | 9     |
| 1939 | 960                       | 850      | 105    | 5     |

Współczesna ludność wsi wg używanego języka na podstawie spisu z 2001:
| Język           | Odsetek |
| --------------- | ------- |
| język ukraiński | 99,75%  |
| język rosyjski  | 0,25%   |